# Euchalcia phrygiae
Euchalcia phrygiae là một loài bướm đêm trong họ Noctuidae.